# Comuna Godeci, Sofia
Comuna Godeci (în bulgară Община Годеч) este o unitate administrativă în regiunea Sofia din Bulgaria. Cuprinde un număr de 20 localități.  Reședința sa este orașul Godeci. Localități componente:

## Demografie
Componența etnică a comunei Godeci
     Bulgari (96,03%)
     Nicio identificare (3,59%)
     Altele (0,37%)
La recensământul din 2011, populația comunei Godeci era de 5.375 locuitori. Din punct de vedere etnic, majoritatea locuitorilor (96,03%) erau bulgari. Pentru 3,59% din locuitori nu este cunoscută apartenența etnică.